# John O'Brien (calciatore)
John Patrick O'Brien (Los Angeles, 29 agosto 1977) è un ex calciatore statunitense con passaporto olandese, di ruolo centrocampista.

## Carriera
Si è ritirato a soli 29 anni a causa di una serie di infortuni che ne hanno limitato il rendimento in carriera. Il suo compagno di nazionale Landon Donovan ha dichiarato che John era "il miglior calciatore negli USA".

## Palmarès

### Club

#### Competizioni nazionali
- Campionato olandese: 2

Ajax: 2001-2002, 2003-2004
- Coppa dei Paesi Bassi: 1

Ajax: 2001-2002
- Supercoppa dei Paesi Bassi: 1

Ajax: 2002

### Nazionale
- Gold Cup: 1

2005